# Bimota SB2
La Bimota SB2 è una motocicletta stradale sportiva realizzata dalla Bimota dal 1977 al 1980, secondo modello con motorizzazione Suzuki dopo la SB1 da competizione. Presentata al pubblico al Motor Show di Bologna del 1976 e (in versione definitiva) al Salone del Ciclo e Motociclo di Milano nel 1977, fu venduta sia come moto completa che come kit a cui montare la meccanica della moto "donatrice".

## Tecnica
Come tutte le Bimota (ad eccezione della 500 Vdue del 1997), la SB2 è realizzata intorno ad un motore di serie di grossa cilindrata, in questo caso quello della Suzuki GS 750 del 1976, inserito però in un telaio che surclassasse in maneggevolezza quello della moto di provenienza del motore. Per ottenere questo risultato il progettista Massimo Tamburini ricercò per la moto alcune soluzioni tecniche che ne abbassassero il baricentro e ne aumentassero l'angolo massimo di "piega" raggiungibile: posizionò il serbatoio sotto al motore e rigirò i tubi di scarico verso l'alto, facendoli passare sopra al motore e poi sotto alla sella, anche se tale innovazione non fu poi messa in produzione per problemi alla pompa del carburante che doveva alimentare i carburatori e per l'eccessivo calore sprigionato dagli scarichi, che avrebbe "cotto" carburatori, batteria, scocca e pilota.
Nonostante la Suzuki GS 750 del 1976 fosse un netto miglioramento dal punto di vista telaistico rispetto alla moto che l'aveva preceduta, Tamburini si spinse oltre, disegnando un leggero telaio a traliccio in acciaio al cromo molibdeno e aumentandone la rigidità mediante una fitta incastellatura che avvolgeva il cannotto dello sterzo.
La SB2 conservava uno dei tratti distintivi delle prime Bimota, cioè il pignone della catena di trasmissione finale concentrico al perno del forcellone. Tale soluzione tecnica ha lo scopo di annullare il "tiro catena", che è quell'effetto nocivo alla dinamica della moto provocato dalla coppia del motore applicata al pignone durante le accelerazioni e che tende ad avvicinare tra loro il pignone stesso e la corona solidale alla ruota posteriore, facendo così comprimere ulteriormente le sospensione posteriore (con conseguente effetto opposto in fase di rilascio). Il "tiro catena" è tanto più marcato quanto più distanti sono il pignone e il perno del forcellone, ma la loro concentricità voluta da Tamburini cancella il problema. Altra innovazione era l'accesso facilitato al motore per la manutenzione: infatti il telaio era realizzato in modo da poterne separare la parte inferiore e riuscire a "tirare giù" il motore in meno di 20 minuti, per poi fare l'operazione inversa nello stesso tempo grazie a dei perni specifici che accorciavano di molto il tempo necessario al riallineamento delle due parti da ricongiungere.

## Mercato
La produzione iniziò nel 1977 al ritmo di due esemplari al giorno; presto ad essa si affiancò quella del kit di montaggio (comprendente telaio, sovrastrutture e parti varie). Il prezzo per il kit era di 3.100.000 lire, mentre quello della moto completa era 6.980.000 lire IVA inclusa: per confronto, la GS 750 costava 2.606.000 lire, la Ducati 900 SS 2.938.000, la Benelli 750 Sei 3.224.000 e la MV Agusta 750 S America (sino ad allora la moto più cara in commercio) 4.112.590.
Nonostante il prezzo la SB2, grazie anche ai commenti positivi della stampa specializzata, ottenne un discreto successo. Ciononostante la SAIAD (importatrice italiana Suzuki) decise di rompere la relazione con l'azienda riminese dopo i primi 50 esemplari costruiti: l'aumento dell'IVA per le moto sopra i 350 cc rendeva la SB2 praticamente invendibile (il prezzo nel frattanto era salito a oltre 7 milioni di lire). In Bimota restavano ancora 150 telai già costruiti: di questi 90 furono esportati, 30 furono modificati (con l'aggiunta di un telaietto reggisella e l'eliminazione del complesso sella-copriserbatoio in vetroresina) creando la SB2/80, mentre i restanti 30 furono successivamente distrutti.